# بريدبورت (فيرمونت)
بريدبورت (بالإنجليزية: Bridport, Vermont)‏ هي بلدة تقع بولاية فيرمونت في الولايات المتحدة. تأسست عام 1761، تبلغ مساحتها 119.8 (كم²)، وترتفع عن سطح البحر 49 م، بلغ عدد سكانها 1218 نسمة في عام 2010 حسب إحصاء مكتب تعداد الولايات المتحدة وتصل الكثافة السكانية فيها 10.7 نسمة/كم2.

## وصلات خارجية
- The US50 - Cities and Towns in Vermont State
- Vermont Cities and Towns, Facts, Map, Flag, Colleges, Government, and More